# 감지은니대방광불화엄경 진본 권13
감지은니대방광불화엄경 진본 권13(紺紙銀泥大方廣佛華嚴經 晋本 卷十三)은 서울특별시 관악구 호림박물관에 있는 고려시대의 필사본 사경이다. 1991년 12월 16일 대한민국의 보물 제1103호로 지정되었다.

## 개요
대방광불화엄경은 줄여서 ‘화엄경’이라고 부르기도 하며, 부처와 중생이 둘이 아니라 하나라는 것을 기본사상으로 하고 있다. 화엄종의 근본경전으로 법화경과 함께 한국 불교사상 확립에 크게 영향을 끼친 경전이다.
이 책은 동진의 불타발타라가 번역한『화엄경』진본 60권 중 제13권으로 검푸른 종이에 금·은가루를 사용하여 글씨를 썼으며, 두루마리처럼 둘둘 말아서 보관할 수 있는 형태이다.
화려한 꽃무늬로 장식한 표지에는 경의 이름이 금색으로 쓰여 있으며, 그 아래의 원형 속에는 진본임을 표시하는 ‘진(晋)’자가 역시 금색으로 쓰여 있다. 권의 끝부분에 주지 향여(向如)가 보충하여 썼다는 기록이 있어서, 해인사 주지를 지냈던 체원(體元)이 쓴 것으로 여겨진다. 해인사에 보관되어 있는 체원이 쓴 목판을 통해 향여는 그의 호이며, 그는 고려 충숙왕대 스님임을 확인할 수 있다.
이 경전은 해인사에 있는 목판의 간행연도와 경전의 격식 등을 종합해 볼 때 1330년경에 쓰여진 것으로 추정된다.

## 같이 보기
- 대방광불화엄경

## 참고 자료
- 감지은니대방광불화엄경 진본 권13 - 국가유산청 국가유산포털